# Cidippe (sposa di Aconzio)
Cidippe (in greco antico: Κυδίππη?, Kydíppē) era un personaggio della mitologia greca, sacerdotessa di Artemide a Delo e sposa di Aconzio.

## Mitologia
Come racconta Callimaco all'interno degli Aitia, Aconzio, straordinariamente colpito dalla bellezza della giovane, escogitò un sistema particolare per farla sua sposa: presa una mela, vi scrisse sulla buccia: "giuro per il santuario di Artemide di sposare Aconzio" e la inviò alla fanciulla.
Nel tempio della dea, Cidippe lesse ad alta voce la frase senza accorgersi di compiere un giuramento solenne; così, nonostante suo padre l'avesse promessa in sposa per tre volte ad altri uomini, per tre volte lei fu colpita da malattia ed il matrimonio non poté essere celebrato.
Cidippe infine tramite un oracolo comprese che i tre matrimoni erano stati impediti dalla dea Artemide e prese Aconzio come sposo.

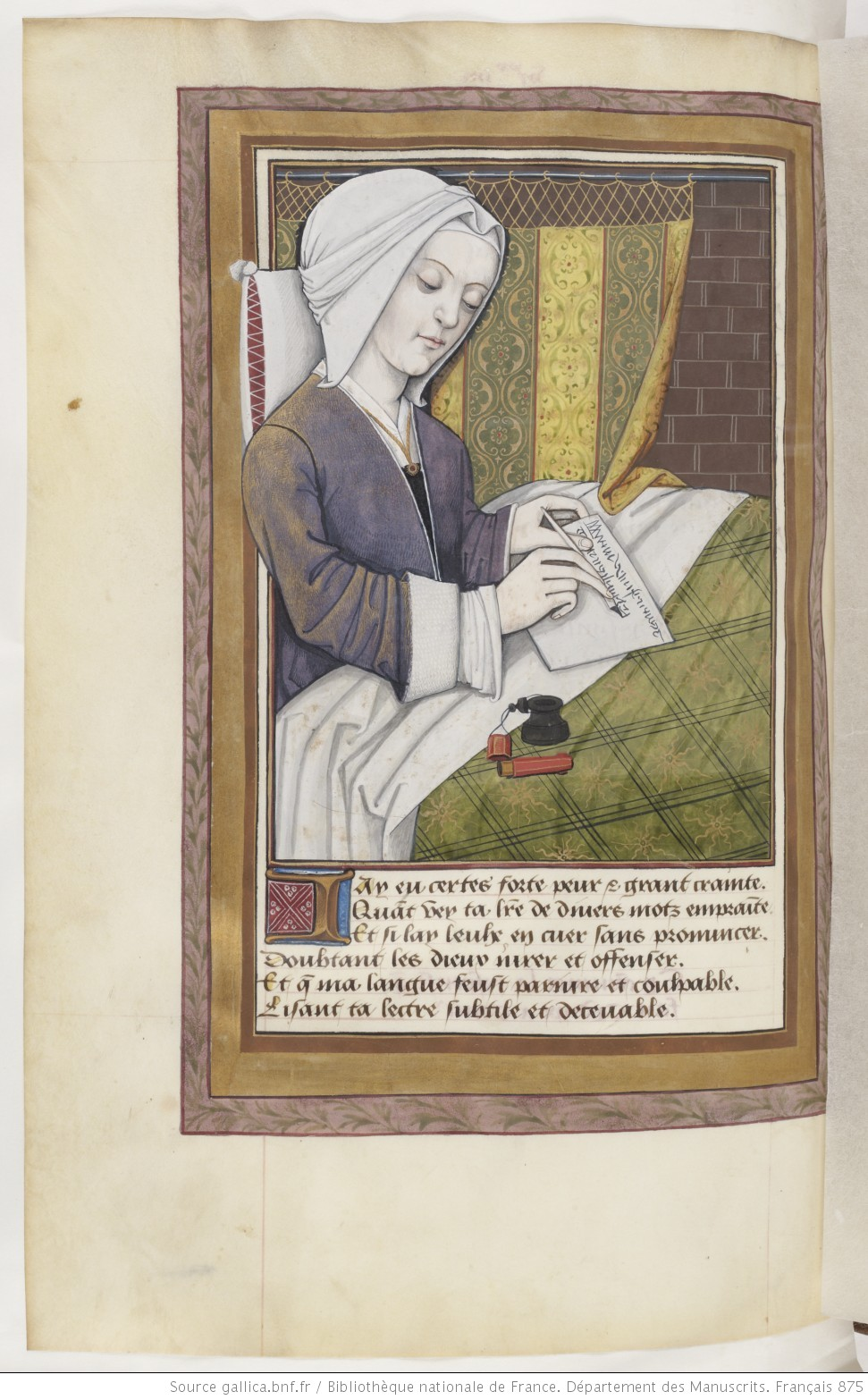
Cidippe scrive una lettera ad Aconzio in un codice miniato francese (XV secolo) delle Heroides di Ovidio

Il mito viene riproposto anche nelle Heroides di Ovidio.